# E475
E475 (Эфиры полиглицеридов и жирных кислот) — пищевая добавка.

## Применение
Применяется в пищевой промышленности в качестве эмульгатора.
Используется в качестве вспомогательного средства для производства пищевой продукции. В основном применяется как загуститель и стабилизатор при производстве мороженого и молочных продуктов.

## Усваиваемость добавки организмом
В организме человека полиглицериды и жирные кислоты гидролизируется до моноглицеридов, диглицеридов и свободных жирных кислот. Они перерабатываются организмом так же, как и остальные жиры. Расщепление добавки E475 в организме человека происходит благодаря ферменту — липазе, содержащемуся в слюне человека.

## Законодательный статус
Добавка разрешена для применения в пищевой промышленности многих стран. В том числе России и Украины.